# Julie Bondeli

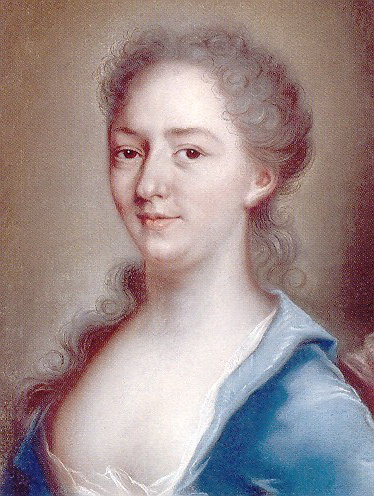
Julie Bondeli, anonymes Bildnis (um 1760)

Suzanne Julie Bondeli (auch Bondely; * 1. Januar 1732 in Bern; † 8. August 1778 in Neuenburg) war eine Schweizer Salonnière im Zeitalter der Aufklärung.

## Leben

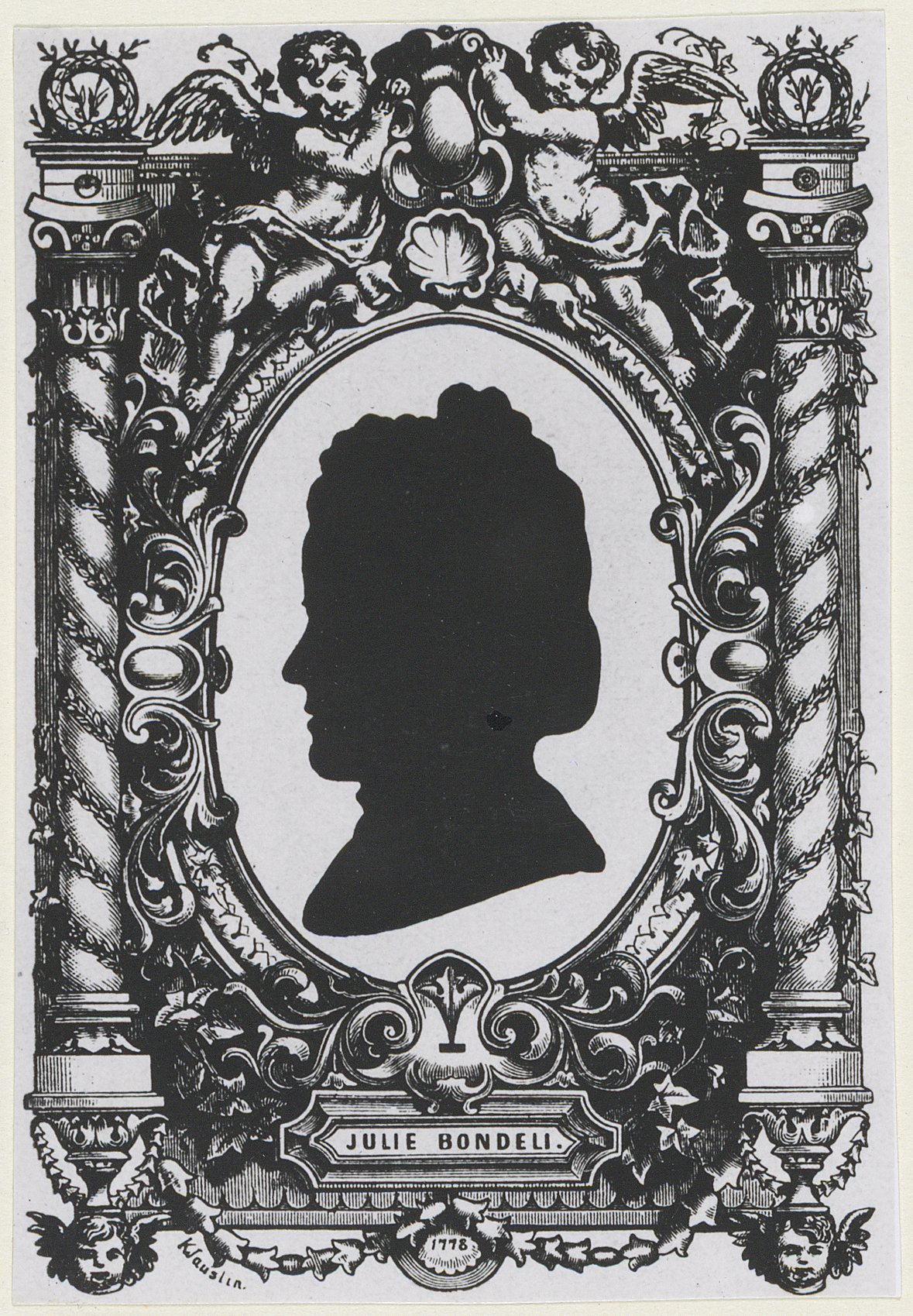
Julie Bondeli, Silhouette

Als Tochter aus der Berner Patrizierfamilie Bondeli verbrachte sie ihre Jugend auf dem Familiensitz Buchsi-Gut in Köniz. Früh interessierte sie sich für Sprachen, Philosophie, Mathematik und Naturwissenschaften, und einer ihrer ersten Lehrer könnte Samuel Henzi gewesen sein. Als ihr historisch und literarisch gebildeter Vater Friedrich Bondeli (1705–1761) Landvogt in Burgdorf wurde, erhielt sie dort weiteren Unterricht von Johann Rudolf Gruner.
Später bildete sich in Bern um sie ein intellektueller Kreis, zu dem Niklaus Anton Kirchberger, Vincenz Bernhard Tscharner, Johann Rudolf Tschiffeli und Daniel Fellenberg sowie die Professoren Albrecht Stapfer und Samuel Anton Wilhelmi gehörten. 1759 verlobte sie sich zögerlich mit Christoph Martin Wieland, der sie in Bern aufgesucht und sich Hals über Kopf in sie verliebt hatte. Gleich danach floh Wieland jedoch überstürzt aus Bern und kehrte in seine Vaterstadt Biberach an der Riss zurück.
Als sich Jean-Jacques Rousseau 1762 im neuenburgischen Môtiers niederliess, trat sie mit ihm in einen Briefwechsel und suchte ihn 1765 bei einem Aufenthalt in Neuenburg zweimal auf. Weitere Korrespondenten waren Johann Georg Zimmermann, Sophie von La Roche, Leonhard Usteri (1741–1789), Johann Kaspar Lavater.
Nach dem Tod ihrer Mutter Julie Berseth 1767 verbrachte sie ihre letzten Jahre in Neuenburg als Gesellschafterin ihrer Freundin Henriette Sandoz, der Gattin eines Generals in niederländischen Diensten, und starb dort nach schwerem Leiden.
Julie Bondeli veröffentlichte zu ihren Lebzeiten keine Schriften. Erst Ernst von Münch hat nach ihrem Tod ihre hinterlassenen Papiere geordnet und herausgegeben.
Im 20. Jahrhundert wurde in Wabern die Bondeli-Strasse nach ihr benannt.

## Zitate von und über Julie Bondelie
«Er ist achtzig, wenn er schweigt, dreißig, wenn er spricht.»

«Sie können glauben, daß mein Herz voll des Dankes ist; aber anderseits können Sie glauben, daß ich nicht, wie fast alle Mädchen, lüge, wenn ich erkläre, daß ich überhaupt nicht mehr daran denke, mich zu verheiraten. Nein, mein lieber Freund, ich erkläre dies, weil ich fühle, daß ich vom Kopf bis zu den Füßen nicht für eine eheliche Verbindung geeignet bin. Die Quadratur des Kreises scheint mir keine so schreckliche Unternehmung zu sein als eine Frau – selbst des bravsten Mannes – zu sein. Ich verstehe alle Verhältnisse der Gesellschaft im Allgemeinen und im Besondern, aber ich verstehe nicht, wie man mit einem Manne lebt. Lachen Sie, lachen Sie über meine Albernheit; es bleibt mir kein anderes Mittel, diese zu vertheidigen, als sie bescheiden einzugestehen.»

«Der Name dieser Frau ist erst seit einigen Jahren, wo Herr Schäd[e]lin, ein Berner Gelehrter, ihr in einer kleinen Schrift ein Denkmal gesetzt hat, in größern Kreisen bekannt geworden. Julie Bondeli stand in einem so intimen Verhältnisse zu dem jungen Wieland, daß dieser ihr die Manuscripte seiner Werke, selbst des ‚Agathon‘ und des ‚Sylvio de Rosalva‘ zur Begutachtung zuschickte. Allein, obwol Wieland sagte, das Glück, eine Woche bei Julie Bondeli zu sein, sei größer als das Glück der Könige, so löste sich doch dies Verhältniß schnell, und Julie scheint darin nichts verloren zu haben. Weniger leidenschaftlich, aber dauernder war ihr Verhältniß zu Jean Jacques Rousseau. Wieland hatte Julie aufgesucht, aber Julie suchte den Rousseau, weil sie seine Schriften bewunderte. Auch mit der Frau von Laroche und mit Frau von Sandon stand Julie in nahem Verhältniß. Wenngleich Julie ihrer nähern Umgebung, ihrem geselligen Cirkel unendlich viele, reiche und schöne Gaben ihres Geistes spendete, so hat sie doch niemals etwas drucken lassen.»

«Leuchsenrings Schatullen enthielten in diesem Sinn manche Schätze. Die Briefe einer Julie Bondeli wurden sehr hoch geachtet; sie war als Frauenzimmer von Sinn und Verdienst und als Rousseaus Freundin berühmt. Wer mit diesem außerordentlichen Mann nur irgend in Verhältnis gestanden hatte, genoss teil an der Glorie, die von ihm ausging, und in seinem Namen war eine stille Gemeinde weit und breit ausgesät.»

## Editionen
- Die Briefe von Julie Bondeli an Johann Georg Zimmermann und Leonhard Usteri. Aus dem Französischen übertragen von Lilli Haller. Frauenfeld 1930.
- Briefe. Hrsg. von Angelica Baum et al., Zürich 2012 (4 Bde.).

## Belletristik
- Eveline Hasler: Tells Tochter. Julie Bondeli und die Zeit der Freiheit. Nagel & Kimche, München/Zürich 2004, ISBN 3-312-00342-3.